# Pere Joan

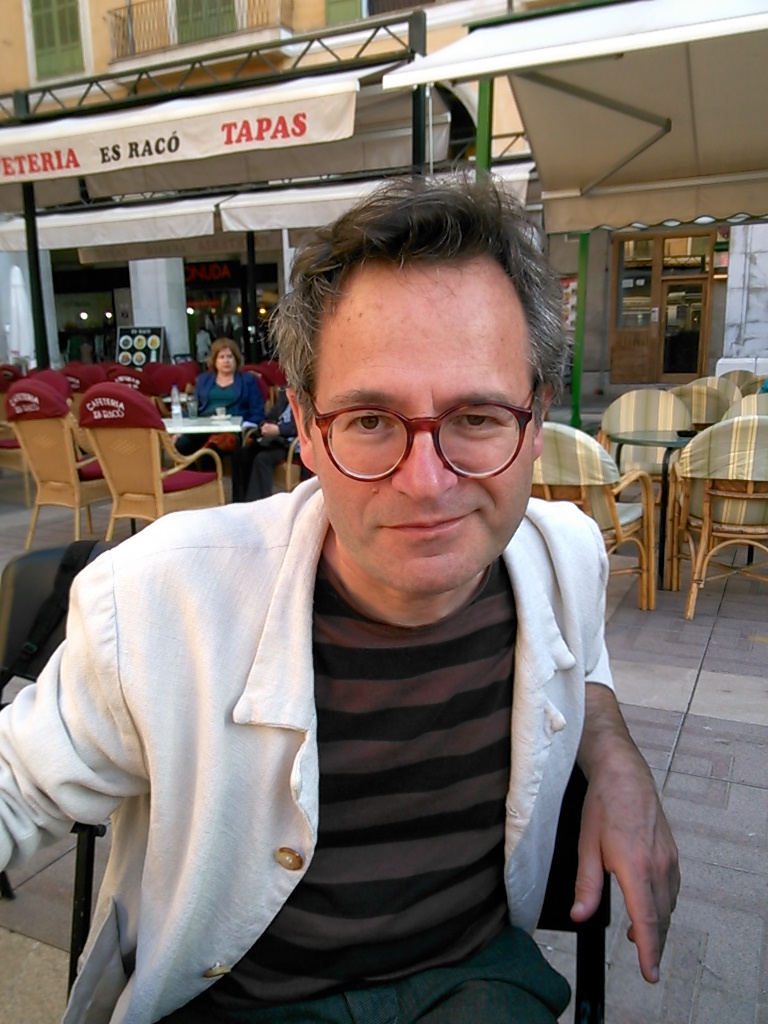

Pere Joan Riera, que firma simplemente como Pere Joan, es un historietista e ilustrador español, nacido en Palma de Mallorca en 1956. 

## Biografía
Estudió Bellas Artes en Barcelona.
Ha publicado historietas en revistas como Cairo (La Lluvia blanca, 1984), así como en el Diario de Mallorca (Julián Velomar en una isla desierta, 1989). 
En 1991 obtuvo el premio a la mejor obra en el Salón Internacional del Cómic de Barcelona por Mi cabeza bajo el mar. Ese mismo año, junto a otros tres autores (Javier Mariscal, Nazario Luque, Alfredo Pons) y al especialista Joan Navarro, retiró su colaboración de la exposición "Una Historieta democrática" como protesta por 

la complicidad del Gobierno Español en la Guerra del Golfo y especialmente por la actitud adoptada por el Ministerio de Cultura.

En 1995 editó su propio fanzine Nosotros Somos los Muertos junto a Max. También serializó Bit y Bat en El Pequeño País (1996).
En 2009 publica Història del turisme a les Illes Balears con guion de Felipe Hernández Cava, escribiendo a su vez Duelo de caracoles (2010) para Sonia Pulido.

## Estilo
Jesús Cuadrado, por su parte, ha destacado su "fluidez eurítmica".